# Gyergyóalfalvi római katolikus templom
A község központjában álló gyergyóalfalvi római katolikus templom Gyergyó egyik legrégibb temploma. Hargita megye műemlékeinek hivatalos jegyzéke műemlék épületként tartja nyilván.

## A templom története
A templomtorony déli oldalán, a 4. szinten az alábbi felirat olvasható:
AEDIFICATA MCCXIII / IN H(ONOREM) S(ACRO) S(SANCTORUM) SIM(EONI) ETIUDA(E) APOSTO / LORUM ET S(ANCTAE) MARG(ARETHAE) V(IRGINIA)ET MAR(TIRIS), azaz: Építtetett 1213-ban, Szent Simon és Júdás apostolok és Szent Margit szűz és vértanú tiszteletére. A toronyláb és boltozatai a román stílus jegyeit őrzik. Az épen maradt kőkapu ugyancsak románkori. Entz Géza szerint a mély kapubéllet változatosságával és arányaival egyedülálló a Székelyföldön.
Gyergyóalfalut a  pápai tizedjegyzék először 1333-ban említi. Orbán Balázs A Székelyföld leírása című könyvében a befizetésnél 1333-ban István papot, 1334-ben Tamás papot említette.
A 15. században a templomot gótikus stílusban átépítették. A főbejárat ablakai  gótikus elemeket őriznek. Az átalakítások során a tornyot magasították, a harangot 1537-ben öntötték.
1537-ben, Brassóban öntötték a templom előző, az 1. világháborúban elpusztult harangját.
A regestrumba 1567-ben jegyezték be; 1569-ben és 1576-ban Alfalu néven szerepelt.
1590-ben református felesége, Bethlen Fruzsina befolyására Szárhegyi Lázár András felégettette, miként a szárhegyi és a ditrói templomot is.
1593-ban ugyancsak Szárhegyi Lázár András helyreállíttatta a felégetett templomokat.
1675–1678 között itt tevékenykedett P. Domokos Kázmér r. k. felszentelt püspök.
Valamikor 1697 után nem sokkal helyezték el a szentély régi oltárát.
1707 decemberében az osztrák seregek Akton és Graven ezredesek vezetésével feldúlták a Gyergyói-medencét; jelentősen károsították a gyergyóalfalvi templomot is.
1710-ben fogtak a fióktorony javításához. A többé-kevésbé helyreállított templomban kő keresztelő medencét, a szentélyben pedig egy orgonát helyeztek el. Két mellékoltárt állítottak.
1713-ban a tornyot megmagasították — ezt az ötödik szintjének déli oldalán olvasható felirat jelzi: EXALTATA:/AN(N)O1713, (Magasíttatott 1713-ban).
1714-ben egy újabb fióktornyot javítottak. Ehhez a Somlyó vizén levő fűrészmalmok adóját a templom javítására csoportosították át.
1731-ben a kőfallal kerített templom hajóját és tornyát már cserép fedte (1714-ben még zsindely). A toronyban három, felirat nélküli harang volt: egy 4 mázsás, egy 3 egységes és egy 30 alegységes. A templomnak egy álló és két hordozható oltára volt. A kőfalat azóta elbontottak, már csak töredékei látszanak.
1755-ben Bálintffi Gergely lett Gyergyóalfalva plébánosa, és nyomban hozzálátott egy új templom építésének előkészítéséhez.
1766-1776 között a régi templom helyére új, barokk stílusút építettek. A régi épületet a harangtorony és a nyugati kivételével elbontották. Az új templom alapkövét 1766. június 27-én, egy „Murariur” vezetésével tették le. A hajó újjáépítésére utal a diadalív egykori felirata: TU FAVEAS SIMON CUNCTIS APOSTOL IUD A 1771. 1773-ban már álltak az új templom a falai. Az épületben oltárt, mellékoltárokat és karzatot alakítottak ki; a szószék akkor még az északi falon volt. 1776-ban készítették a templom padjait. A munkálatok befejezését a templom falain mélyített és festett feliratok jelzik:
- a déli portikusz oromzatán: AN(N)O 1780,
- alatta, a bejárat felett: PORTAPATET / VITAE / SPONSUS VOCA / ERGO VENITE, azaz: „Az élet nyitott kapuja ünnepélyesen hív, tehát jöjjetek”.

1786: A templomot Battyhányi Ignác püspök  újraszentelte a szentháromság tiszteletére.
1787-ben a tornyot újra megmagasították. Ezt a hatodik és hetedik szintje közötti felirat tanúsítja: SUPEREXAL / TATA A(NN)O / 1787, azaz:„Megmagasíttatott 1787-ben”.
1806-ban a faluban tűzvész tombolt. Leégett a templom teteje és a plébánia is.
Tornyát 1822-ben javították, 1840-ben bádogsisakkal fedték be.
1877–1878-ban renoválták. Ezt 1891-ben több külső javítás követte, egyebek közt a toronysisaké.
1896-ban a templom belsejét Sándor Gergely márványos olajfestéssel díszítette. Erre később egy „tejfestés” került, de az idővel lepattogzott.
1925. augusztus 26-án egy nagy vihar tönkretette a templom és a torony héjazatát.
1929-ben elkezdtek pénzt gyűjteni a templom bővítésére.
1930-ban bővítették a templomot. Erről a templomtorony déli oldalán, a hetedik szinten elhelyezett felirat emlékezik meg: RENOVATA AN(N)O1930, azaz: „Javíttatott 1930-ban”. Lobenschucz marosvásárhelyi mérnök tervét március 31–én fogadták el. A munkák kivitelezésére április 27–én tartott versenytárgyalás nyertesei — Hahn Ferenc marosvásárhelyi építész és Nagy Károly marosvásárhelyi bádogos májusban láttak munkához. A főhajó északi oldalához épített elemeket elbontották; a szószéket a déli oldalra helyezték át. A kibontott északi falból festett boltívbordadarabok és kőablakok keretrészei kerültek elő. Az addig egyhajós épületet északi mellékhajóval egészítették ki. A belsejét (olajfestékkel) újrafestették. A kibővített templomot november 9–én újraszentelték.
Ugyancsak 1930-ban készítették az orgonát.
1958-ban a templomot kifestették.
1991-ben a templomot és az oltárokat újrafesették

## A templom leírása
Az 1766–1780-as újjáépítés óta barokkos összképet nyújtó templom keletelt; sokszögben záródó szentéllyel, déli portikusszal, északi sekrestyével, nyugati orgonakarzattal, és nyugati, többszintes harangtoronnyal. Románkori formáját a torony alsó emelete és a kapuzat főbejárata őrizte meg; a gótikus elemeket a torony alsó részén, a kapuzaton és a főbejárat ablakain maradtak meg.
A templom főhajója 36 méter hosszú, északi oldalán oldalhajóval.
A templombelső legszebb darabja a négy oszlopfővel ellátott barokk főoltár, amelynek közepén Szűz Mária és a Kis Jézus látható, mellette  Szent Simon és Szent Júdás szobrai vannak elhelyezve. Az oltár felső részén Szent Margit szűz és vértanú képe látható.
A mellékhajó oltárán a Lourdesi Mária, valamint Szent László és Szent Imre szobra állt, a két utóbbit 2001 szeptemberében ellopták. A napba öltözött asszony feje körül 12 csillagból álló korona látható. A Szent Ferenc oltár Turi Ferenc földbirtokos adományából készült 1773-ban. 
A bádogtetővel fedett templomtorony 46 méter magas.
A torony oldalán egy régi festett felirat olvasható:
„AEDIFICAR MCCXIII IN H S S SIM ET IUDA APOSTOLORUM ET MARG V ET M.”
A templom harangja 1537-ben készült.
A templom legértékesebb románkori emléke a torony alatti nagy, díszes, félkörívű ajtókeret, amelyről így írt  Köpeczi Sebestyén József a Régi székely műemlékeink című munkájában:  „A legszebb ilyen emlékmű a Székelyföldön”

## Emléktáblák
1996. június 2-án, Szentháromság napján, az egyházközségben két emléktáblát avattak, amelyeket a templom főbejáratánál helyeztek el.
Az egyik márványtábla István pap emlékét örökíti meg, aki 1567-ben megszervezte a gyergyói és csíki hívek ellenállását  János Zsigmond hadai ellen. A történelmi esemény emlékét egy festmény is megőrizte, amely a templom főhajójában látható.
A másik emléktábla P. Damokos Kázmér emlékére készült, aki Erdély püspökeként 1675-1678 között Gyergyóalfaluból vezette az egyházmegyét.